# Ikram Dhahri
Ikram Dhahri, née le 7 janvier 1997, est une taekwondoïste tunisienne.

## Carrière
Évoluant dans la catégorie des moins de 49 kg, Ikram Dhahri est médaillée de bronze aux Jeux africains de la jeunesse de 2014 à Gaborone, médaillée de bronze aux championnats d'Afrique 2016 à Port-Saïd, médaillée d'argent aux championnats d'Afrique 2018 à Agadir et médaillée de bronze aux Jeux africains de 2019 à Rabat ainsi qu'aux championnats d'Afrique 2021 à Dakar.
Lors des championnats d'Afrique 2023 à Abidjan, elle obtient la médaille d'argent dans la catégorie des moins de 49 kg.
Elle obtient la médaille d'or dans la catégorie des moins de 49 kg aux Jeux africains de 2023 à Accra, s'imposant en finale face à l'Égyptienne Jana Khattab.